# کالوینیانو
کالوینیانو (به ایتالیایی: Calvignano) یک کومونه در ایتالیا است که در استان پاویا واقع شده‌است.

## خصوصیات
کالوینیانو ۶٫۹ کیلومترمربع مساحت و ۱۱۲ نفر جمعیت دارد.